# Federatie van Damanhur

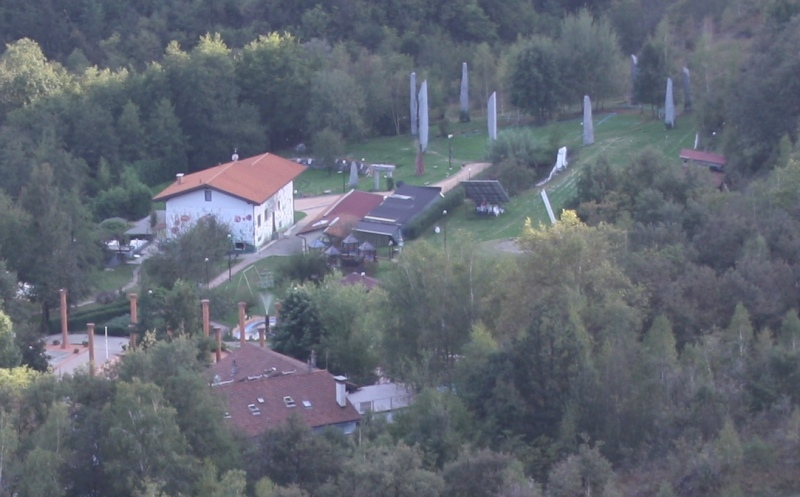

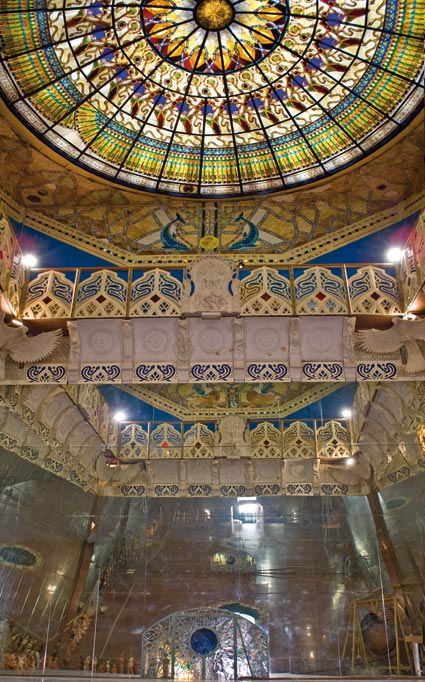
Spiegelzaal in de Tempels van de Mensheid

De Federatie van Damanhur, vaak gewoon kortweg Damanhur, is een commune, ecodorp en spirituele gemeenschap gelegen in de gemeente Vidracco in de regio Piëmont in Noord-Italië, op ongeveer 50 kilometer ten noorden van de stad Turijn. Het is gelegen in de uitlopers van de Alpen in de Chiusellavallei, grenzend aan het Nationaal park Gran Paradiso. De gemeenschap heeft haar eigen grondwet en munt, de Credito.
Damanhur is vernoemd naar de Egyptische stad Damanhur waar de tempel gewijd aan Horus stond.
Damanhur werd opgericht in 1975 door Oberto Airaudi met ongeveer 24 volgers en is gegroeid naar 800 volgers in het jaar 2000. De groep heeft een mix van new age en neopaganistische overtuigingen. Ze verwierf bekendheid in 1992 door de openbaarmaking van hun geheime uitgraving van een uitgebreide ondergrondse tempel die ze de Tempels van de Mensheid noemen, waarvan de bouw in 1978 begon onder volledige geheimhouding. De Italiaanse autoriteiten bevalen de bouw te stoppen, omdat men hiermee was begonnen zonder goedkeuring van het plan, hoewel kunstwerkzaamheden voortgezet konden worden. Toestemming met terugwerkende kracht werd vervolgens verleend.
De Federatie van Damanhur heeft centra in Europa, Amerika en Japan.